# ملادن شكولاراك
ملادن شكولاراك مواليد 29 يناير 1981 في بار، الجبل الأسود، جمهورية يوغوسلافيا الاشتراكية الاتحادية، هو لاعب كرة سلة مونتينيغري سابق. بدأ مسيرته الاحترافية في سنة 1997. تم اختياره من قبل فريق دالاس مافيريكس خلال الدرافت. حقق المركز الثاني في الألعاب الجامعية الصيفية 1999. اعتزل اللعب في 2010, 2014-15.

## المسيرة الاحترافية
لعب مع فيرتوس بالاكانسترو بولونيا في موسم 2002–2003، ثم لعب مع نادي بودوشنوست لكرة السلة في موسم 2003–2004، ثم لعب مع سبيرو شارلوروا في موسم 2008–2009.

## الميداليات
| الميدالية | المسابقة                      |
| --------- | ----------------------------- |
| فضية      | الألعاب الجامعية الصيفية 1999 |

## روابط خارجية
- ملادن شكولاراك على موقع الاتحاد الدولي لكرة السلة (الإنجليزية)
- ملادن شكولاراك على موقع الدوري الأوروبي لكرة السلة (الإنجليزية)
- ملادن شكولاراك على موقع سبورتس رفرنس (الإنجليزية)
- ملادن شكولاراك على موقع كرة السلة الأوروبية.كوم (الإنجليزية)
- ملادن شكولاراك على موقع ريلجم (الإنجليزية)
- ملادن شكولاراك على موقع بروبوليرز (الإنجليزية)
- ملادن شكولاراك على موقع سبورتس رفرنس (الإنجليزية)